# Vladimír Kinder
Vladimír Kinder (Bratislava, 14 maart 1969) is een voormalig profvoetballer uit Slowakije, die speelde als linkervleugelverdediger gedurende zijn carrière. In 1993 speelde hij één interland voor het Tsjechoslowaaks voetbalelftal, gevolgd door 38 interlands voor het onafhankelijke Slowakije.

## Interlandcarrière
Kinder kwam in totaal 38 keer (één doelpunt) uit voor de nationale ploeg van Slowakije in de periode 1994–2001. Onder leiding van bondscoach Jozef Vengloš maakte hij zijn debuut op 2 februari 1994 in de vriendschappelijke wedstrijd tegen de Verenigde Arabische Emiraten (0-1). Dat was het eerste officiële duel van Slowakije sinds de vreedzame ontmanteling van Tsjecho-Slowakije.
| Interlanddoelpunt | Interlanddoelpunt | Interlanddoelpunt     | Interlanddoelpunt | Interlanddoelpunt | Interlanddoelpunt | Interlanddoelpunt |
| #                 | Datum             | Locatie               | Tegenstander      | Goal(s)           | Uitslag           | Wedstrijd         |
| ----------------- | ----------------- | --------------------- | ----------------- | ----------------- | ----------------- | ----------------- |
| 1                 | 20/04/1994        | Bratislava, Slowakije | Kroatië           | 68'               | 4–1               | Oefeninterland    |

## Erelijst
Slovan Bratislava
- Landskampioen Tsjecho-Slowakije

1992
- Landskampioen Slowakije

1994, 1995, 1996
- Beker van Slowakije

1994
- Slowaaks voetballer van het jaar

1994
- Slowaakse Supercup

1994, 1995